# Round Harbour
Round Harbour foi uma pequena comunidade localizada na Ilha de Fogo na Terra Nova e Labrador, Canadá. Foi fundada em 1864, apenas por 2 famílias. 
Hoje, há 22 famílias morando na comunidade. Não há escolas, lojas, postos médicos, postos policiais,etc. A população mesma coleta seu próprio lixo como o tratamento da água. 